# Sorineuchora
Sorineuchora es un género de cucarachas.

## Especies
- Sorineuchora atriceps
- Sorineuchora bimaculata
- Sorineuchora bivitta
- Sorineuchora formosana
- Sorineuchora hispida
- Sorineuchora javanica
- Sorineuchora lativitrea
- Sorineuchora nigra
- Sorineuchora pallens
- Sorineuchora punctipennis
- Sorineuchora setshuana
- Sorineuchora shanensis
- Sorineuchora undulata
- Sorineuchora viridis